# 竹ン芸

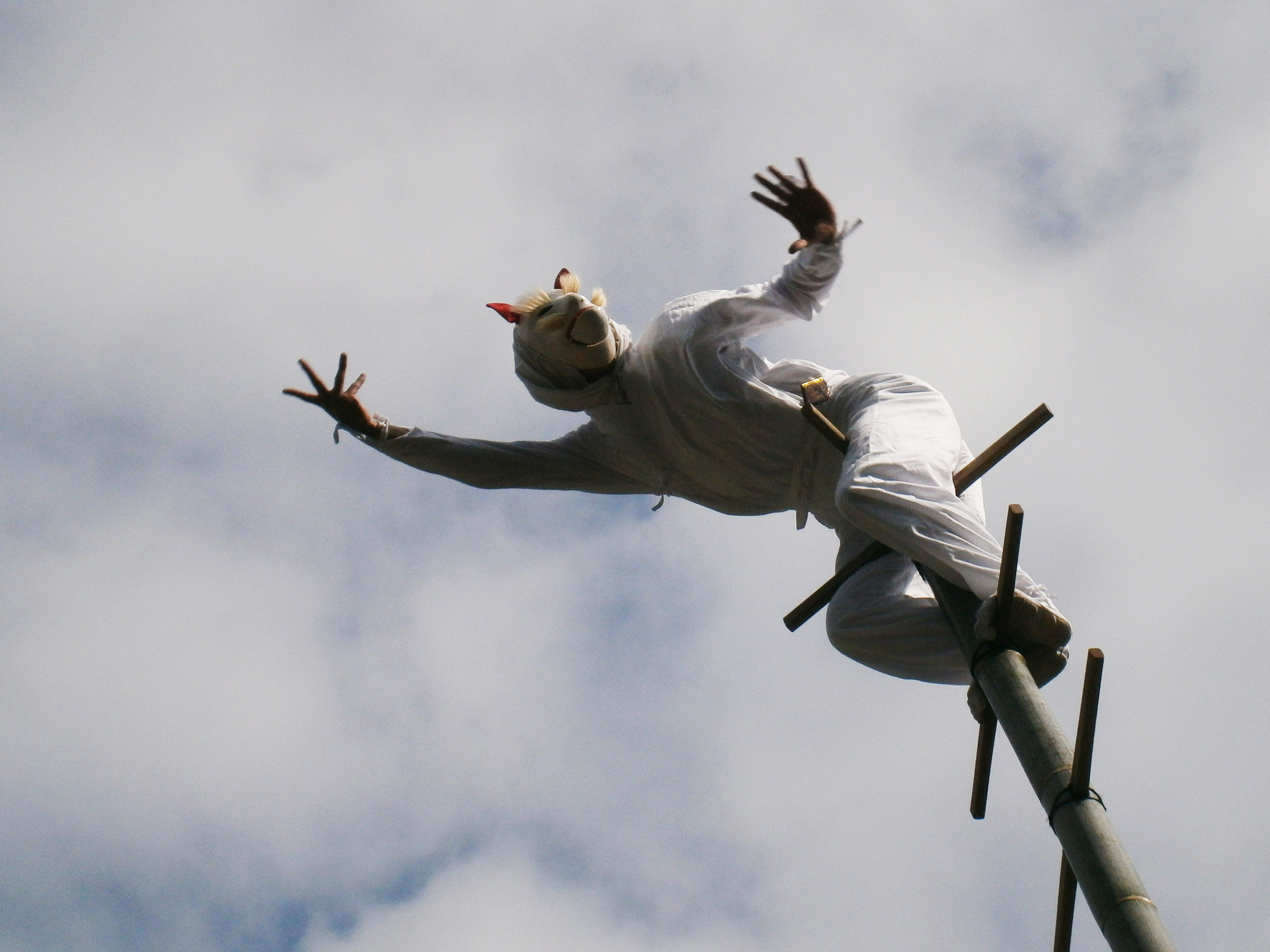
若宮稲荷神社 竹ン芸2013

竹ン芸（たけンげい）または竹ん芸は長崎県長崎市伊良林の若宮稲荷神社の秋の大祭で奉納される伝統芸能。国の選択無形民俗文化財および長崎市の無形民俗文化財に指定されている。

## 概要
長崎市の若宮稲荷神社の秋の大祭（「若宮くんち」「伊良林くんち」とも言う）に奉納される。10月14日、10月15日の両日開催。境内に約10メートルほどの竹竿を2本立て、独特のお囃子（笛と締太鼓、三味線）に合わせ、竹の上で、白装束に白狐の面で扮装した二人の若者が縦横無尽に動き回り、ダイナミックかつ迫力のある空中芸を披露する。全国各地で行われる消防出初式のはしごのりの原初形態ともみられている郷土芸能である。一説には中国の羅漢踊を真似たものといわれる。祭囃子に誘われた雄雌のキツネが竹林で遊び戯れているさまを表現しているとされている。